# Zaleukosz
Zaleukosz a dél-itáliai Lokroi törvényhozója volt a Kr. e. 7. században. Kharóndasszal együtt híres dél-itáliai gyarmati törvényhozóként ismerjük.

## Élete
Köztiszteletben álló művelt embernek tartották kortársai, a (filozófus) Püthagorasz tanítványa volt. Nagyrabecsülésből törvényhozóvá választották a városban.

## Törvényei
Törvényei megalkotását az istenekre vonatkozó törvényekkel kezdte. Törvénykönyvének bevezetőjében elmondta, hogy a polisz valamennyi lakójának el kell fogadnia, hogy vannak istenek, és hogy "értelmükkel megvizsgálva az eget, annak elrendezését és szabályát be kell látnia, hogy nem a véletlen, vagy az ember teremtette meg szerkezetét." A polgárokat jámborságra és igazságosságra hívta fel, mondván "az istenek nem örülnek a gonoszok áldozatainak és ajándékainak". Felhívta a polgárok figyelmét a kiegyezésre, és felszólított mindenkit, hogy ne tekintse senki a másikat "engesztelhetetlen ellenségnek", valamint hogy ítéletüket ne befolyásolja harag vagy barátság.
Ismeretesek törvényeinek megszégyenítő kikötései, melyekkel a hagyomány szerint megtisztította a város erkölcseit. Így például: "Szabad születésű asszonyt egynél több szolgáló nem kísérhet, hacsak nem részeg. Nem hagyhatja el a várost, hacsak nem házasságtörő. Nem hordhat aranyékszert és (bíbor) szegélyű köntöst, hacsak nem hetaira. A férfi nem hordhat aranygyűrűt és milétosi szabású felsőruhát, hacsak nem paráználkodó, vagy házasságtörő."(Németh György ford.)